# Stevan Tommei
Stevan Tommei (né le 10 janvier 1912 à Piombino en Toscane et mort le 20 ou 28 février 1978) est un joueur de football italien, qui jouait en tant que gardien de but.

## Biographie
Au cours de sa carrière, le portier Tommei évolue avec les clubs de la Juventus, du Torino, du Cavour Torino, de la Juventus Trapani, de la Reggina, de La Chivasso, de Pinerolo (en) et de Biellese.